# Gilles Gratton
Pour les articles homonymes, voir Gratton.
Gilles Gratton (né le 28 juillet 1952 à LaSalle, Québec, Canada) est un joueur canadien de hockey sur glace. Il évoluait au poste de gardien de but.

## Carrière
Gratton joue en junior avec les Generals d'Oshawa de 1969 à 1972, participant à un total de 123 parties. À l’été de 1972, il est sélectionné par les Sabres de Buffalo (69e au repêchage universel de la Ligue nationale de hockey). Mais, lorsque les Nationals d'Ottawa de l’Association mondiale de hockey lui offrent 75 000 $ pour 2 saisons, il préfère tourner le dos à la LNH. À sa première saison, il remporte 25 victoires en 51 parties. La concession d’Ottawa déménage à Toronto l’année suivante et Gratton enregistre alors 26 victoires en 57 parties, puis 30 victoires en 53 parties lors de la saison 1974-1975.  Au-delà de ses performances à Toronto, le monde du hockey découvre également le caractère unique de Gratton. Fâché du congédiement de l’entraîneur de l’équipe, Billy Harris, il refuse de garder les buts lors du match suivant, prétextant un mauvais alignement des planètes qui nuirait à son jeu. Plus tard, avant un match à San Diego, pour déconcentrer l'équipe adverse, il s'adresse aux spectateurs et ridiculise la ville et son club.
Exaspérée par le personnage, l’organisation des Sabres échange ses droits aux Blues de Saint-Louis en juillet 1975. Gratton se présente au camp d’entraînement des Blues et obtient un poste avec le club. Il connaît un départ canon dans la LNH, compilant une fiche de 2 victoires, aucune défaite et 2 nuls. Puis, il décide qu’il en a assez de St-Louis et quitte l’organisation pour rejoindre les Toros de Toronto. Les Blues refusent son désistement et l’empêchent de retourner jouer dans l’AMH. Gratton passe donc le reste de la saison 1975-1976 inactif. Au printemps de 1976, les Blues décident de le libérer au profit des Rangers de New York. Une fois dans le Big Apple, Gratton continue à faire des siennes. Il joue dans 41 parties, n’enregistrant que 11 victoires, mais c’est son comportement qui retient toute l’attention. Il refuse souvent de jouer, affirmant qu’il est malade. Devant un journaliste de la télévision il va même raconter qu’il était, dans une autre vie, un conquistador espagnol qui fut tué par une lance aux côtes et que c’est pour cette raison qu’il a souvent mal à cet endroit. Son passage à New York est également associé à une première dans l’histoire des gardiens de but de la LNH. En effet, lors d’un match des Rangers, il arrive sur la glace avec un masque arborant une tête de tigre rugissant. L’effet est saisissant et avant même que la partie ne débute, les arbitres et tous les joueurs viennent observer son œuvre d’art. Aujourd’hui, l’objet est conservé au Temple de la renommée du hockey à Toronto. Quoi qu’il en soit, la pièce d’équipement de Gratton n’incite pas les Rangers à renouveler son contrat. Lors de la saison suivante, il joue une seule partie avec les Nighthawks de New Haven de la Ligue américaine de hockey et décide de prendre sa retraite à 25 ans.

## Statistiques
| Saison    | Équipe                  | Ligue |    | Saison régulière | Saison régulière | Saison régulière | Saison régulière | Saison régulière | Saison régulière | Saison régulière | Saison régulière | Saison régulière | Saison régulière |   | Séries éliminatoires | Séries éliminatoires | Séries éliminatoires | Séries éliminatoires | Séries éliminatoires | Séries éliminatoires | Séries éliminatoires | Séries éliminatoires | Séries éliminatoires |
| Saison    | Équipe                  | Ligue | PJ | V                | D                | Pr/N             | Min              | BC               | Moy              | % Arr            | Bl               | Pun              | PJ               | V | D                    | Min                  | BC                   | Moy                  | % Arr                | Bl                   | Pun                  |                      |                      |
| 1969-1970 | Generals d'Oshawa       | OHA   | 26 |                  |                  |                  | 1 550            | 129              | 4,99             |                  | 0                | 10               |                  |   |                      |                      |                      |                      |                      |                      |                      |                      |                      |
| 1970-1971 | Generals d’Oshawa       | OHA   | 47 |                  |                  |                  | 2 808            | 234              | 5                |                  | 0                | 40               |                  |   |                      |                      |                      |                      |                      |                      |                      |                      |                      |
| 1971-1972 | Generals d’Oshawa       | OHA   | 50 |                  |                  |                  | 3 000            | 178              | 3,55             |                  | 5                | 24               | 10               | 5 | 4                    | 1                    | 600                  |                      | 3,1                  |                      |                      |                      |                      |
| 1972-1973 | Nationals d'Ottawa      | AMH   | 51 | 25               | 22               | 3                | 3 021            | 187              | 3,71             | 88,2             | 0                | 10               | 2                | 0 | 1                    | 0                    | 87                   |                      | 4,83                 |                      |                      |                      |                      |
| 1973-1974 | Toros de Toronto        | AMH   | 57 | 26               | 24               | 3                | 3 200            | 188              | 3,53             | 89,5             | 2                | 28               | 10               | 5 | 3                    | 0                    | 539                  |                      | 2,78                 |                      |                      |                      |                      |
| 1974-1975 | Toros de Toronto        | AMH   | 52 | 30               | 20               | 1                | 2 881            | 185              | 3,85             | 88,7             | 2                | 8                | 1                | 0 | 1                    | 0                    | 36                   |                      | 8,33                 |                      |                      |                      |                      |
| 1975-1976 | Blues de Saint-Louis    | LNH   | 6  | 2                | 0                | 2                | 265              | 11               | 2,49             | 92               | 0                | 2                | -                | - | -                    | -                    | -                    |                      | -                    | -                    | -                    |                      |                      |
| 1976-1977 | Rangers de New York     | LNH   | 41 | 11               | 18               | 7                | 2 034            | 143              | 4,22             | 85,9             | 0                | 13               | -                | - | -                    | -                    | -                    |                      | -                    | -                    | -                    |                      |                      |
| 1977-1978 | Nighthawks de New Haven | LAH   | 1  | 0                | 1                | 0                | 60               | 6                | 6                | 76               | 0                | 0                |                  |   |                      |                      |                      |                      |                      |                      |                      |                      |                      |

## Vie personnelle
Après sa carrière de hockeyeur, Gratton part vivre une vingtaine d’années en Europe. Aujourd’hui, il est de retour au Québec et travaille pour Classic Auctions, une entreprise spécialisée dans les enchères en ligne.Marié et père de deux enfants William et Charlotte.
Il est le frère de l’ailier gauche Normand Gratton, qui a joué pour les Rangers de New York, les Sabres de Buffalo, les Flames d’Atlanta et les North Stars du Minnesota.